# Sóshartyán
Sóshartyán (szlovákul: Slané Chrťany) község Nógrád vármegyében, a Salgótarjáni járásban.

## Fekvése
Sóshartyán a Cserhát északi lábánál, Salgótarjántól 15 kilométerre délnyugatra fekvő kistelepülés, a Novohrad-Nógrád UNESCO Globális Geopark települése. . Főutcája a 21 134-es számú mellékút, amely Szécsény délkeleti részén ágazik ki a 22-es főútból, annak 44+300-as kilométerszelvénye közelében, nagyjából keleti irányban, és miután végigkanyargott négy, útjába eső észak-cserháti kistelepülésen, Kishartyánnál ugyanabba a főútba torkollik vissza, az 52+600-as kilométerszelvénye táján.
Autóbusszal megközelíthető Salgótarjánból, illetve Szécsényből is, utóbbi irányból a Nógrádmegyeren át közlekedő, menetrend szerinti járatokkal.

## Története
A község középkori eredetű, a terület azonban lényegesen régebbről lakott. Régészeti feltárások során már a neolit korból találtak itt tárgyi emlékeket („parlagi ková”-nak nevezett kis kovapenge), de feltártak egy bronzkori urnatemetőt, továbbá vaskori leletre is bukkantak. Honfoglalás kori temetőt hármat is feltártak, közülük a legjelentősebb leletanyaggal a hosszú-tetői szolgált (ezüstből készült varkocskorongpárját a Magyar Nemzeti Múzeum őrzi).
A 13–14. században Sóshartyán nagy része királyi birtok, illetve várföld volt, amely lassan került át teljes egészében a gazdag nógrádi nagyurak birtokába. Az 1227-ben íródott, a váci káptalan előtti örökbevallásról szóló okmány említi először a települést, Harkyan néven. A mai nevén, Sóshartyánként egy 1592-es irat említi, miután a falu Pászthóy Gergely földesúr birtokába került a Balassa családtól. A török hódoltság alatt annak részévé lett, a Váci náhije községeként, 10 adóköteles házzal. A római katolikus plébánia anyakönyvei 1697-ben veszik újra kezdetüket.
A falu a Rákóczi-szabadságharchoz is kötődik, mert 1706. november 15-én II. Rákóczi Ferenc Sóshartyánban tartott díszszemlét a szavára fegyvert fogó nógrádi nemesség fölött, akik innen vonultak tovább Hatvan irányába. A 19. század közepétől Sóshartyánt már palóc faluként emlegetik. Reguly Antal, a híres nyelvész és néprajztudós palóckutatásai során Sóshartyánba is eljutott, ahol 1857 szeptemberében többek között a következő adatokat gyűjtötte össze: A község Krakkó pusztával, Kökényessel, Nyárjas-völggyel és Kisfaluddal együtt 2573 hold, lakók száma 788 fő.
A falu nevének Sós- előtagja a település területén található jódtartalmú, sós forrásra utal, melyet ma Jódaquaként ismerünk. A gyógyhatású jódaqua forrás vize európai szinten is unikumnak számít, a Magyar Gyógyszerkönyvben is szerepel. A kútról szóló első ismert írások az 1700-as évekből valók. Mocsáry Antal 1826-ban íródott monográfiájában megemlíti, hogy „a helybeli lakosok azelőtt, midőn kenyeret sütöttek ezen vízzel, akkor azt meg nem sózták”. A kutat azonban a Habsburg udvar betömette. Az 1900-as években a gyógyvíz újra hozzáférhetővé vált. Palackozása az 1950-es években vált megoldottá, amikor is 600 méter mély kutat fúrtak forráshoz amire szivattyúházat és palackozót építettek. Később évtizedekig szünetelt a jótékony hatású víz kivétele, illetve helyi palackozása. Az 1990-es évek második felében magánosítás útján ismét megoldódott a helybéli palackozás és a forgalmazás.
Sóshartyán területén található a Bükki Nemzeti Park Igazgatósághoz tartozó védett természeti terület, a Hencse-hegy. A Sóshartyántól északkeletre található 104,7 hektáros Hencse-hegy elnevezésű természetvédelmi terület igazi unikumnak számít. A hegy alapkőzete oligocén kori homokkő, mely a felszínre bukkanó kőbordáival és sziklapárkányaival a környék talán legjellegzetesebb természeti képződménye. A terület virágban gazdag flórája egyedülálló, védett növényekben bővelkedik. A virággazdag sztyepprétekben olyan ritkaságok élnek, mint a szártalan csűdfő, a magyar csenkesz és a szürkés ördögszem. A lösszel áthalmozott foltokra jellemző a hangyabogáncs, az élesmosófű és a csuklyás ibolya, a sziklagyepekre a patkócím, az osztrák pozdor, a sárga iglice és a szilkés gurgolya. A természettudományi érdeklődés akkor irányult igazán a hegyre, amikor a fokozottan védett fóti (zefír) boglárka életerős populációját vélték itt felfedezni. Ezzel hazánkban egyedülálló módon itt él együtt mind a négy hazai plebejusboglárka faj. (A fokozottan védett fóti boglárka, a védett északi boglárka, a csillogó boglárka, az ezüstös boglárka.) A Hencse hegy területén él továbbá a szintén védett hangyaboglárka, és a dongóhoz hasonlító szintén védett dongószender. A homokos talajban a hangyalesők több faja is előfordul, amelyek különlegessége, hogy tölcsérszerűszerű mélyedések segítségével ejtik csapdába zsákmányukat. A terület egész évben szabadon látogatható a kijelölt turistautakon.
A falu lakosságának buzgó vallásosságát mi sem mutatja jobban, mint az 1906-ban, festői környezetben épült neogótikus templom.
A század elején azért került sor egy új templom építésére, mert a korábbi, az 1700-as években épült, később klasszicista stílusban átépített templom pontosan a falu központjában, a Jódaqua forrás közvetlen szomszédságában állt. A régi templom az évek során olyannyira elvizesedett, hogy a 20. század elején le kellett bontani, emlékét mára csupán egy régi fénykép és egy onnan származó Nepomuki Szent János szobor őrzi. A Jézus Szíve tiszteletére szentelt új templom a falu ékessége, nagyságával és impozánsságával kitűnik a környék templomai közül, már távolról látszik, támpontul szolgálva az idelátogatóknak. A külső fehér falsíkokat lezáró vörös téglakeret, a karcsú templomtorony esztétikussá teszi az épületet. A templomban és a kápolnában található kézimunkák, zászlók a helyi asszonyok, lányok ügyes kezét dicsérik. Szintén a templomban található Adorján János, két alkotása, a templom bejáratában lévő feszület és a Krisztusfej. A templom gyalogosan közelíthető meg a Dózsa útról induló szerpentinen, melyet 2014 óta – magánadakozásból épült – keresztút is szegélyez. Azok az érdeklődők, akik belülről is meg szeretnék nézni a templomot a Községházán kérhetnek segítséget a bejutáshoz.
A század elején azért került sor új templom építésére, mert a korábbi, az 1700-as években épült, később klasszicista stílusban átépített templom pontosan a falu központjában, a jódaqua forrás közvetlen szomszédságában állt. A templom az évek során olyannyira elvizesedett, hogy a 20. század elején le kellett bontani. A ma is álló, új templom a falu ékessége, nagyságával és impozánsságával kitűnik a környék templomai közül. Már távolról látszik, támpontul szolgálva az idelátogatóknak. A templomban és a kápolnában található kézimunkák, zászlók a helyi asszonyok, lányok ügyes kezét dicsérik. Szintén a templomban található Adorján János, helyi szobrászművész két alkotása, a templom bejáratában lévő feszület és a Krisztusfej.
A falu vezetésének egyik fő missziója a helyi hagyományok, szokások megőrzése. Ennek érdekében aktív hagyományőrző csoport működik. Sóshartyán egyik büszkesége a Rezeda Gyermektánccsoport, mely a környékbeli falvakból származó gyermekekkel kiegészülve sikeresen képviseli a falut különféle néptánc gálákon és rendezvényeken.
Községünkben gyűjteményes kiállítás állít emléket munkásságának, műveinek bemutatásával, a már korábban említett helyi születésű Adorján János naiv szobrászművésznek. Egy, a község központjában álló barátságos kis parasztház ad otthont a kiállításnak. Küllemét tekintve a térségre jellemző „hambitos” három helyiséges vályogház. A száz évnél is idősebb épületet a 2000-es évek derekán vásárolta meg az Önkormányzat, és egészen 2013-ig mint Tájház funkcionált, bemutatva a régi idők lakhatási szokásait. 2013-ban az Önkormányzat elhatározta, hogy maradandó emléket állít Adorján János (1915-1997) helyi naiv szobrászművésznek egy állandó gyűjteményes kiállítás formájában. „Jani bácsi” az 1950-es évektől kezdődően készített agyag, gipsz és márványszobrokat. Művei tematikailag sokszínűek. Családtagjain kívül megformázta például Dózsa Györgyöt, Ady Endrét, Petőfi Sándort, idősebb Szabó Istvánt és Kisfaludi Strobl Zsigmondot is. Utóbbi kettővel személyes kapcsolatot is ápolt, mentoraiként tekintett rájuk. Szobrainak egy része közintézményekbe, múzeumokba (egy egész alakos Petőfi szobra például a költő szülőházában, Kiskőrösön működő múzeumba került). Mély hitét és vallásosságát szintén „megformázta”, így műveinek egy részét a helyi templom és temető őrzi. Repertoárjának részét képezték a napi témák (Például az arató párt és pletykálkodó asszonyokat megformázó kisplasztikák.), de még a női aktok is. A művész hagyatékát 2013-ig nagy szeretettel őrizte az Adorján család, amikor is az Önkormányzattal karöltve közkincsé kívánták tenni az alkotásokat. A több mint 30 művet felvonultató kiállítás tematikus bontásban várja az érdeklődőket az Emlékházban. A gyűjteményes kiállítás egész évben ingyenesen látogatható.
Kistelepülésünk másik büszkesége az 1976-ban közadakozásból létrejött és azóta folyamatosan bővített Palóc Értékeink Háza. A kontytetős kétosztású parasztházban rendszerezve találhatók a tárgyi néprajz helyi emlékei, a háztartási eszközöktől a bútorokon keresztül a különféle ruhadarabokig. A múzeum a „Tájak, korok, múzeumok állomáshelye”, belépődíj nélkül látogatható (az Adorján János Emlékházhoz hasonlóan).
Szintén őseink lakó- és életkörülményeit hivatott bemutatni a falu központjában található Nosztalgia Vendégház is. Érdekessége az, hogy a megszállni vágyók a múzeumban látott paraszt enteriőr megtekintése után ki is próbálhatják milyen lehetett ezekben a házakban élni, és megszállhatnak a házban. Akik modernebb körülmények között kívánnak megszállni, azok Park Vendégház szobáinak valamelyikében pihenhetnek meg.
Sóshartyán a Záh nemzetség ősi birtokai közé tartott. 1227-ben a Záh nemzetségből származó Tardos fiainak, Andrásnak és Erasmusnak voltak itt birtokrészei, de rajtuk kívül a Karancskeszi ágból származó I. Záh is birtokos volt itt, aki azonban 1244-ben eladta itteni birtokrészeit.
1332-1337 között neve szerepelt a pápai tizedjegyzékben is, és említve volt plébániája is.
1332-ben, Záh Felicián visegrádi merénylete után Károly Róbert király a nemzetség itteni javait az Ákos nemzetségbeli Cselen fia Sándor fia János királyi étekfogónak és testvérének Jakabnak adta.
Később János, királyi étekfogó utóda, a Méhi család is birtokos volt itt, de 1374-ben és 1383-ban itteni birtokait az Osgyáni Bakos család szerezte meg.
1398-ban ismét a Méhi családé volt a helység, de később a Palásthi Radó család birtokába került.
Radó Sámuel utód nélküli halála után Hunyadi János kormányzó 1447-ben Vingárti Geréb Jánosnak adományozta.
1548-ban Balassa Zsigmond, 1598-ban Pásztohi Gergely volt a birtokosa.
1608-1609-ben már a török volt itt az úr: Hasszán Dzsafar és Hüsszein bin Mohammed, a Rimaszombat melletti szabadkai várbeli gyalogság tizedese bírta a helységet zsoldhűbér címén, 1633-1634-ben pedig a váci nahije községei között találjuk, 10 adóköteles házzal.
1715-ben 16 magyar és öt tót, 1720-ban 25 magyar háztartást vettek itt fel az összeírásba.
1740-ben a Vay és a Koháry családok, 1770-ben Szerémy András, Gyürky Pál, Darvas Ferenc, Muslay Gábor, Lipthay János, Klobusitzky István és Almássy Pál voltak a földesurai, 1826-ban pedig Gyürky Pál, majd a báró Prónay, a Szent-Ivány, a Luczkovich családok és a zirczi apátság birtoka lett. Az 1900-as évek elején pedig az Irsay és a báró Podmaniczky családok voltak a nagyobb birtokosai.
A 20. század elején Nógrád vármegye Szécsényi járásához tartozott.
A községhez tartozott Kisfalud-puszta és Krakkó-puszta is.

## Közélete

### Polgármesterei
- 1990–1994: Sirkó József (független)[3]
- 1994–1998: Sirkó Ferenc (független)[4]
- 1998–2002: Sirkó Ferenc (független)[5]
- 2002–2006: Tóth Gabriella (független)[6]
- 2006–2010: Tóth Gabriella Julianna (független)[7]
- 2010–2014: Tóth Gabriella Julianna (független)[8]
- 2014–2019: Tóth Gabriella Julianna (Fidesz-KDNP)[9]
- 2019–2024: Tóth Gabriella Julianna (Fidesz-KDNP)[10]
- 2024– : Tóth Gabriella (Fidesz-KDNP)[1]

## Népesség
A település népességének változása:
| Lakosok száma | 955  | 961  | 975  | 924  | 837  | 860  | 867  |
|               | 2013 | 2014 | 2015 | 2021 | 2022 | 2023 | 2024 |

1910-ben 884 lakosából 877 magyar volt. Ebből 864 római katolikus, 10 evangélikus volt.
2001-ben a település lakosságának 54%-a magyar, 46%-a cigány nemzetiségűnek vallotta magát.
A 2011-es népszámlálás során a lakosok 93,1%-a magyarnak, 30,9% cigánynak, 0,2% németnek mondta magát (6,4% nem nyilatkozott; a kettős identitások miatt a végösszeg nagyobb lehet 100%-nál). A vallási megoszlás a következő volt: római katolikus 80%, evangélikus 0,2%, felekezeten kívüli 3,8% (15,8% nem nyilatkozott).
2022-ben a lakosság 95,3%-a vallotta magát magyarnak, 7% cigánynak, 0,1-0,1% szlováknak, ukránnak, horvátnak, ruszinnak, lengyelnek és németnek, 1,1% egyéb, nem hazai nemzetiségűnek (4,7% nem nyilatkozott; a kettős identitások miatt a végösszeg nagyobb lehet 100%-nál). Vallásuk szerint 58,9% volt római katolikus, 0,7% evangélikus, 0,5% református, 0,6% egyéb keresztény, 0,6% egyéb katolikus, 6,6% felekezeten kívüli (31,9% nem válaszolt).

## Nevezetességei
- Jézus Szíve – római katolikus templom – 1906-ban épült. Anyakönyvei 1697-ben kezdődnek.
- Adorján János Emlékház
- Palóc Értékeink Háza
- Hencse hegy természetvédelmi terület